# Moonlight (runtime)
A Moonlight egy szabad és nyílt forráskódú implementációja a Silverlight keretrendszernek. A Silverlight egyedüli fejlesztője a Microsoft, a Moonlight fejlesztője a Mono Project. A Moonlight 1.0 kiadása: 2009. január 20., a Moonlight 2 kiadása: 2009. december 17.

## Állapot és ütemterv
| Dátumok    | Változata               |
| ---------- | ----------------------- |
| 2009-02-11 | Moonlight 1.0           |
| 2009-12-17 | Moonlight 2.0           |
| 2010-02-03 | Moonlight 3.0 Preview 1 |

Miguel de Icaza 2007 júniusában bejelentette, hogy a Mono csapat előreláthatólag még abban az évben elkészíti a Moonlight 1.0 bemutató kiadását, amely támogatja a Mozilla Firefox böngészőt Linuxon.
A Moonlight 2.0 már támogatja a Silverlight 3.0 media pipeline-t, amely lehetővé teszi a médialejátszásba való beavatkozást C# kóddal. Ez azért fontos, mert így nem csak a Silverlight által natívan támogatott, hanem tetszőleges kodek használható a médialejátszásra, mivel a szoftver már képes egy teljesen nyert videó-bitfolyam kezelésére is, így a "sugárzott" videókhoz szerveroldalon tetszőleges kodek kapcsolható, akár Dirac, theora vagy vorbis is.
A szoftver több mint 142 ezer sornyi C++ és 320 ezer sornyi C# kódból áll, utóbbi közel fele a Microsofttól származik. A Moonlight a Mono 2.6-ra, a Cairóra és a Gtk+ grafikus rendszerre épül és egyelőre csak Firefoxszal működik Linuxon, de a fejlesztők már dolgoznak a Chrome támogatásán is.

## Desktop támogatás
A Moonlightnak az alapja a Microsoft .NET keretrendszer nyílt forrású alternatívája, a Mono, amelyet a Novell irányítása alatt készít Miguel de Icaza és csapata. A szoftver emellett a Cairóra és a GTK+ grafikus keretrendszerre építkezik, bár a 3.0 változat már támogatja a platformabsztrakciós réteget, így elméletileg nincs akadálya annak, hogy valaki olyan ablakkezelőre portolja a Moonlightot, amely nem az X11/GTK+ rendszerre épül. A Moonlight a Silverlighttól eltérően nem csak böngészőben működik, hanem önállóan is, így akár multimédiás "widgetek" megjelenítésére, futtatására is alkalmas lehet.

## Microsoft támogatás
A Novell és a Microsoft között kötött szabadalmi megállapodásnak köszönhetően a Moonlightot bárki terjesztheti anélkül, hogy neki vagy a felhasználóinak szabadalomsértési pertől kellene tartania a Microsoft részéről. A korábbi megállapodások csak azokat a felhasználókat védték, akik a Moonlightot a Novelltől szerezték be, az új egyezség értelmében azonban bárki szabadon, jogi fenyegetés nélkül terjesztheti a Moonlightot. A Novelltől beszerzett változat azonban licencelt médiakodekeket is tartalmazni fog. Ez az együttműködés megtalálható a Microsoft honlapján.

## Kodek integráció
Bár a Moonlight szabad szoftver, de a végleges változat működéséhez szükséges a Microsoft bináris audió és videó kodek, amely csak a Moonlight engedélyével használható a böngésző bővítmény. A Windows Media csomagot nem tartalmazza a Moonlight plugin, de Silverlight tartalom megjelenítésekor, közvetlenül a böngészőn keresztül telepíthető.
Az önállóan felépített változatokban, továbbra használható az FFmpeg könyvtár, és még folyik a vita a Microsoft bináris codec hozzáadásáról, azok számára akik fel kívánják használni a GStreamer helyett és annak böngészőn kívüli alkalmazásáról.
Mono project elindításáról ismert Miguel de Icaza blogjában arról számol be, hogy a Moonlight LGPL engedélyezése az FFmpeg motorra hivatkozva nem elérhető az Egyesült Államokban.